# Montana Fishburne
Montana Fishburne (također poznata kao Chippie D.) je američka porno glumica. Kćerka je poznatog američkog glumca Laurencea Fishburna.

## Karijera

### Pornografija
Objavljen krajem 2010. pornografski film Freaky Empire-a Phattys Rhymes & Dimes 14, je skoro sat vremena duga seksualna scena između Montane i pornografskog glumca Briana Pumpera. Otac Fishburne poslije pokušava spriječiti distribuciju filma međutim ne uspijeva te se film pušta u distribuciju.

#### Reakcije
Zbog postupanja svoje kćeri, otac Montane izjavio je da ona više nije dobrodošla u njegov život izričito zbog svoje odluke da postane pornografska glumica.

### Uhićenje zbog prostitucije
Fishburne je ranije privukla pažnju na sebe kada je uhićena zbog prostitucije.